# Lancones
Lancones es un caserío peruano, capital del distrito homónimo ubicado en la provincia de Sullana del departamento de Piura, al norte del Perú.

## Demografía
En 2017 Lancones tenía una población de 515 habitantes.
| Gráfica de evolución demográfica de Lancones entre 1993 y 2017 |
|                                                                |
| Fuentes: Población 1993 y 2017                                 |